# Serra da Joaninha
A Serra da Joaninha é um acidente geográfico do Ceará na Região Nordeste do Brasil, onde no município de Tauá, nasce o Rio Jaguaribe.